# 全球化学品统一分类和标签制度
全球化學品統一分類和標籤制度（英語：Globally Harmonized System of Classification and Labeling of Chemicals，縮寫為GHS）也稱為“化學品分類及標記全球協調制度”，是一套由聯合國制定的化學品分類和標記系統，目的在於統一不同國家和地區的化學品分類和標記。GHS來自於1992年聯合國環境與發展會議的提議：“在2000年之前，建立一套全球統一的危險品分類和標記系統，包括化學品安全說明書和簡單易懂的表示符號”。這套制度基於聯合國和北美原有的危險性物質分類和標記制度，中國國家標準GB/T 22234-2008於2009年2月1日起實施，歐盟規定CLP Regulation（Regulation (EC) No 1272/2008）的執行將不遲於2015年5月31日。

## 延伸閱讀
- 危險性符號
- GHS危險象形符號圖